# Родд, Евгений Георгиевич
Родд Евгений Георгиевич (1871—1933) — русский лесовод, энтомолог (лепидоптеролог), краевед и коллекционер.

## Биография
Родился в селе Каменном Бежецкого уезда Тверской губернии 29 августа (по старому стилю) 1871года в семье купца. После переезда в Санкт-Петербург оканчивает гимназию в 1892 году и поступает в Лесной институт, где учится у Н. А. Холодковского, В. Я. Добровлянского, А. Ф. Рудзкого. Оканчивает институт в 1896 году, после чего непродолжительное время проходил служил в армии. В 1898 году защитил диссертацию и получил диплом на звание Учёного лесовода I разряда. В 1899 году был отправлен на службу в Алтайский округ на должность «младшего помощника делопроизводителя Главного управления округа». В этом же году получает должность старшего помощника управляющего имением Алтайского округа и получает чин коллежского секретаря по званию Учёного Лесовода I разряда. Со временем дослужился до звания Надворного Советника.
В 1899 году вступил в «Общество любителей исследования Алтая», став одни из наиболее активных его членов, благодаря чему возродился Естественно-исторический музей, основанный Фридрихом Геблером. Роддом организуются экспедиции на лошадях и пешком по мало доступным тропам Алтая с целью сбора материалов по флоре и фауне региона. Так, из экспедиции 1902 года Родд привёз 7 тысяч экземпляров, а из Чуйской степи в 1907 году 6,5 тысяч экземпляров различных насекомых. Все они сейчас хранятся в Барнаульском музее. Приумноженная и оформленная им и его женой Елизаветой Ивановной Горетовской энтомологическая коллекция стала достопримечательностью города. С этой коллекцией работали такие видные энтомологи своего времени, как Г. Г. Якобсон, А. И. Яковлев, В. Д. Кожанчиков, Н. Я. Кузнецов, В. В. Баровский, Ф. А. Зайцев. К концу 1922 года его коллекция насчитывала более 17 тысяч экземпляров. Эти сборы позже попали в краеведческий музей Барнаула.
Вся жизнь Родд занимался также лесами Сибири, вопросами их защитой их от вредных насекомых. В 1911 году он был назначен Старшим лесным ревизором Варшавской губернии, но в январе 1912 года он вернулся в Барнаул, работал в должности старшего лесничего. Дослужился до гражданского чина коллежского советника, был награжден орденом Станислава III степени, святой Анны III степени, медалью в память о 300-летии царствования дома Романовых. С 7 марта 1918 года работал инструктором при Земельном отделе Алтайского Губернского Совета Крестьянских и Рабочих Депутатов и старшим лесничим I разряда. При строительстве Алтайской железной дороги заведовал лесными заготовками и сумел сохранить местные ленточные боры. В 1922 году для борьбы с вредителями было организовано Алтайское энтомологическое бюро, в котором Родд возглавил энтомологическую лабораторию, а после преобразования бюро в Станцию защиты растений стал её первым директором, на должности которого оставался до 1927 года. В 1928 переехал в Новосибирск. Умер в Новосибирске.  Жена после смерти мужа с дочерьми и внуками переехала в Алма-Ату. 

Являлся членом Алтайского отдела Русского Географического общества. Родд опубликовал 18 научных работ по лесоводству и энтомологии. Из публикаций следует отметить книгу 1930 года «Главнейшие вредители полеводства».

## Память
В честь Родда назван вид жуков-листоедов — листоед Родда (Chrysolina roddi Jacobson).